# ТЕЦ Мелець
ТЕЦ Мелець — теплоелектроцентраль у однойменному місті в центральній Польщі.
У 1962 році на авіаційному заводі PZL Mielec стала до ладу власна ТЕЦ, котра мала два вугільні парові котли OR-64 виробництва рацибузької компанії Rafako та дві турбіни — по одній типів AP-6 та AR-4 з потужністю 6 МВт та 4 МВт відповідно. В 1969-му додали третій котел того ж типу. Наразі цей об'єкт відомий як ЕС-1.
У 1984—1985 роках теплоелектроцентраль підсилили чергою ЕС-2 із двома вугільними водогрійними котлами Rafako WR-25 потужністю по 29 МВт.
У 2004-му на ЕС-1 змонтували турбіну VE40 потужністю 20,44 МВт, крім того, в роботі залишилась турбіна AR-4.
А в 2011-му ввели в експлуатацію третю чергу ЕС-3 з двома генераторними установками на природному газі, котрі використовують двигуни General Electric Jenbacher JMS 624 GS-N.LC (TSTC) потужністю по 4,21 МВт. Крім електроенергії, вони можуть сукупно виробляти 7,37 МВт тепла, при цьому загальна паливна ефективність досягає 84,3 %. У складі черги також є резервуар-акумулятор об'ємом 2,1 тис. м3.
Станом на 2019-й рік в роботі залишився лише один котел WR-25, при цьому електрична та теплова потужність станції рахувались як 32,87 МВт та 159,7 МВт відповідно.
З 1992 року ТЕЦ діє відокремлено від авіазаводу.